# ジョナサン・グレイザー
ジョナサン・グレイザー（英：Jonathan Glazer, 1965年3月26日 - ）は、イギリスの映像作家。主に映画、CM、ミュージック・ビデオを手がける。

## 来歴
1965年3月26日、ロンドンで生まれる。ノッティンガム・トレント大学を卒業後、多くのCMやミュージック・ビデオの演出を手がける。
1996年、ジャミロクワイの楽曲ヴァーチャル・インサニティの監督を務める。このビデオは大きな話題となりジャミロクワイの代表作品となった。翌年1997年9月に行われたMTV授賞式では10部門にノミネートされてそのうち4冠を達成した。詳細は「ヴァーチャル・インサニティ」参照。ジャミロクワイがこの楽曲の次にリリースした「コズミック・ガール」の監督としても当初は候補に挙がっていたが、様々な理由からグレイザーではなく別の人物が監督になった。
2000年、長編『セクシー・ビースト』で映画監督としてデビュー。本作に出演したベン・キングズレーがアカデミー助演男優賞にノミネートされる等の評価を得た。2004年にはニコール・キッドマンを主演として起用した『記憶の棘』が第61回ヴェネツィア国際映画祭のコンペティション部門に出品された。
2013年、スカーレット・ヨハンソンが主演を務めた9年ぶりの長編監督作となるSF映画『アンダー・ザ・スキン 種の捕食』が第70回ヴェネツィア国際映画祭のコンペティション部門で上映され、その際には賛否両論を巻き起こしたが、翌年に公開されると英ガーディアン紙が選ぶ2014年映画ベスト10の第1位を獲得。また、フランスの「カイエ・デュ・シネマ」誌が選ぶ2014年の映画トップ10では第3位にランクインし、2019年に発表された同誌が選ぶ2010年代トップ10でも第9位となった。
2023年、10年の製作期間を要した『関心領域』がカンヌ国際映画祭にてグランプリとFIPRESCI賞を受賞。第96回アカデミー賞では、作品賞を含む5部門にノミネートされ、自身も監督賞と脚色賞の候補となり、作品は国際長編映画賞を受賞した。

## 作品

### 映画
- セクシー・ビースト Sexy Beast （2000年）
- 記憶の棘 Birth （2004年）
- アンダー・ザ・スキン 種の捕食 Under the Skin （2013年）
- 関心領域 The Zone of Interest （2023年）

### ミュージック・ビデオ
- Karmacoma - マッシヴ・アタック（1995年）
- The Universal - ブラー（1995年）
- ストリート・スピリット - レディオヘッド（1996年）
- ヴァーチャル・インサニティ - ジャミロクワイ（1996年）
- Into My Arms - ニック・ケイヴ・アンド・ザ・バッド・シーズ（英語版）（1997年）
- カーマ・ポリス - レディオヘッド（1997年）
- Rabbit in Your Headlights - アンクル ft. トム・ヨーク（1998年）
- A Song for the Lovers - リチャード・アシュクロフト（2000年）
- Live with Me - マッシヴ・アタック（2006年）
- Treat Me Like Your Mother - ザ・デッド・ウェザー（英語版）（2009年）